# District d'Isawa

Le district d'Isawa dans la préfecture d'Iwate.

Le district d'Isawa (胆沢郡, Isawa-gun) est un district situé dans la préfecture d'Iwate, au Japon.

## Géographie

### Démographie
Au 1er septembre 2015, la population du district d'Isawa était estimée à 15 965 habitants répartis sur une superficie de 179,76 km2.

### Divisions administratives
Le district d'Isawa est constitué du seul bourg de Kanegasaki.